# Trevor Berbick
Trevor Berbick (* 1. August 1954 in Norwich bei Port Antonio, Jamaika; † 28. Oktober 2006 ebenda) war ein jamaikanischer Schwergewichtsboxer und WBC-Weltmeister.
Obwohl er einen völlig unspektakulären Kampfstil hatte, bestritt er viele wichtige Kämpfe, so den letzten Kampf Alis, den Titelgewinn Tysons und die ersten Niederlagen von Greg Page und Pinklon Thomas.

## Amateur
Im Alter von 21 Jahren nahm er 1976 für sein Heimatland Jamaika an den Olympischen Spielen teil. Er verlor im Achtelfinale gegen den späteren Silbermedaillengewinner Mircea Simon, fiel aber als begabter Boxer auf. Zuvor hatte er bei den Panamerikanischen Spielen 1975 einen dritten Platz belegt, dort war er im Halbfinale an Michael Dokes gescheitert. Er bestritt nur elf Amateurkämpfe, von denen er acht gewann.

## Profikarriere
Nach den Olympischen Spielen zog er nach Kanada, um dort professionell zu boxen. Er gewann seine ersten elf Kämpfe (zehn durch K. o.), verlor jedoch am 3. April 1979 gegen den aufstrebenden Bernardo Mercado aus Kolumbien durch K. o., eine von nur zwei K.-o.-Niederlagen in seiner Karriere. Ein K.-o.-Sieg gegen Ex-WBA-Titelträger „Big“ John Tate im Jahre 1980, der einzige wichtige K.-o.-Sieg seiner Karriere, brachte ihn wieder nach vorn.
Am 11. April 1981 verlor er gegen Larry Holmes, der das Schwergewicht in der ersten Hälfte der 80er Jahre dominierte, einen WBC-Titelkampf über 15 Runden nach einstimmiger Punktrichterentscheidung.
Am 11. Dezember 1981 boxte er gegen den schon deutlich von seiner Parkinsonkrankheit gezeichneten Muhammad Ali auf den Bahamas („The Drama in Bahama“) und gewann den Kampf klar nach Punkten. Dies war zugleich der letzte Boxkampf Alis.
1982 konnte er den ungeschlagenen, sehr talentierten Greg Page, der wie Ali aus Louisville stammte, auspunkten. Kurz darauf verlor er allerdings 1982 gegen Renaldo Snipes und war dabei zweimal am Boden. 1983 unterlag er gegen den völlig unbekannten S.T. Gordon. Mit einem K. o. über David Bey rehabilitierte er sich 1985 wieder.
Seinen nächsten WM-Kampf bestritt er am 22. März 1986 gegen den ungeschlagenen, hoch eingeschätzten Pinklon Thomas, den er sensationell schlug und somit neuer WBC-Weltmeister wurde. Für diesen Kampf trainierte ihn der legendäre Coach Eddie Futch. Laut „Ring Magazine“ bekam er für den Sieg nur 50.000 US$.
Den Gürtel behielt er allerdings nicht lange. Bereits am 22. November verlor er gegen den erst 20 Jahre alten Mike Tyson durch K. o. in der zweiten Runde.
Der Kampf gilt als einer der berühmtesten K. o. der Boxgeschichte, weil Berbick in der zweiten Runde durch einen Volltreffer zu Boden ging und aufzustehen versuchte, aber zwei Mal wieder hinfiel, als stünde er auf Glatteis. Durch diesen Kampf wurde das Ende der Dominanz der älteren Boxer in den 1980er Jahren eingeleitet, und die einer jüngeren, in den 1960er Jahren geborenen Generation, für die Tyson stand, begann. Besiegelt wurde diese Entwicklung durch die Siege Tysons gegen Holmes und Michael Spinks 1988; die damals an die Spitze gekommenen Boxer dominierten die Szene bis in die ersten Jahre des 21. Jahrhunderts hinein.
1988 verlor Berbick gegen Carl Williams, 1989 gegen Buster Douglas, später gegen Hasim Rahman aber immer nur nach Punkten. Bis Ende 2000 boxte er noch etliche, nur mäßig erfolgreiche Kämpfe, bis man ihm aufgrund eines ärztlichen Gutachtens, bei dem ein Blutgerinnsel in seinem Gehirn diagnostiziert wurde, die Boxlizenz entzog.

## Privatleben
Nach seinem Karriereende ließ er sich in Florida nieder, wurde jedoch mehrmals verhaftet und unter anderem wegen sexueller Übergriffe auf ein Kindermädchen seiner Kinder im Jahr 1992 zu fünf Jahren Gefängnis verurteilt. Er wurde nach 15 Monaten entlassen, verstieß jedoch 1997 gegen seine Bewährungsauflagen und wurde schließlich 2002 aus den USA ausgewiesen.
Am 28. Oktober 2006 wurde er auf dem Gelände einer Kirche in Norwich Village, Jamaika, ermordet aufgefunden. Todesursache war ein Schlag mit einer Axt oder Machete, der ihm tödliche Verletzungen zufügte. Die Polizei verhaftete nach Hinweisen aus der Bevölkerung zwei Männer, darunter Berbicks 20-jährigen Neffen Harold Berbick, welcher im Dezember 2007 dieses Mordes schuldig gesprochen wurde.